# Антисций Сосиан
Антисций Сосиан (на латински: Antistius Sosianus) е римски политик от ранната Римска империя.
През 56 г. той е народен трибун, след това претор. През 62 г. е отстранен от службата като претор от Квинт Юний Марул, понеже написал подигравателно произведение ob probrosa adversus principem carmina против Нерон. Публий Клодий Тразеа Пет го спасява от екзекуция, като успява да убеди Сената да му даде по-лека присъда. Тогава Антисций е изпратен на остров. През 66 г. е извикан обратно в Рим, за да обвини Публий Антей Руф и Марк Осторий Скапула. През 70 г. Гай Лициний Муциан, военачалник на император Веспасиан, го изпраща отново в изгнание.